# Frigento

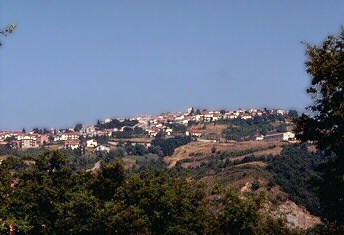
Blick auf Frigento

Frigento ist eine italienische Gemeinde mit 3424 Einwohnern (Stand 31. Dezember 2023) in der Provinz Avellino in der Region Kampanien. Sie ist Teil der Bergkommune Comunità Montana dell’Ufita.

## Geografie
Die Nachbargemeinden sind Carife, Flumeri, Gesualdo, Grottaminarda, Guardia Lombardi, Rocca San Felice, Sturno und Villamaina. Ein weiterer Ortsteil ist Pila ai Piani.

## Wirtschaft
Der Ort ist Heimat eines großen Windparks.